# Мамонтова печера (національний парк)
Національний парк «Мамонтова печера» (або Мамонтова печера) (англ. Mammoth Cave National Park) — національний парк у США в центральній частині штату Кентуккі, в західних передгір'ях Аппалач недалеко від міста Луїсвілл. Містить частину Мамонтової печери — найдовшої відомої системи печер у світі. Протяжність розвіданих ходів печери в межах парку становить понад 458 км, а поза парком — не менше 128 км.
Назва печери й парку походить від назви гірського хребта, під яким сформувалася печера. За походженням Мамонтова печера є карстовою. Досліджена частина має 225 проходів, 47 великих куполів, понад 20 глибоких шахт. Загальна довжина порожнин сягає 74 км. У печері є річки й озера, якими можна плавати у човні; живуть у ній сліпі павуки й цвіркуни, в річках і озерах — сліпі риби й раки. Відкрита у 1809 р. Є об'єктом туризму.
1 липня 1941 року Парк отримав статус національного. 27 жовтня 1981 р. його включили до списку Світової спадщини ЮНЕСКО, а 26 вересня 1990 — до списку біосферних заповідників міжнародного значення.

## Історія
Американські першопрохідці відкрили печеру в 1797 році. У першій половині XIX століття низка підприємців добували у ній нітрат калію і нітрат кальцію. У 1839 році печеру викупив лікар Джон Кроган і без особливих успіхів спробував перетворити її на туберкульозний санаторій. До початку XX століття печера стала визначною туристичною пам'яткою штату Кентуккі.
Після смерті останніх Кроганів багаті мешканці Кентуккі вирішили перетворити печеру в національний парк. У 1926 році громадянами було організовано Товариство національного парку «Мамонтова печера» (англ. Mammoth Cave National Park Association), і вже в травні того ж року з'явився урядовий проект про створення парку. Однак на території запланованого заповідника були численні ферми і приватні земельні володіння, а також проживали тисячі людей.
Частину ферм викупило Товариство національного парку за пожертвувані гроші. Частину людей влада примусово відселила через суд. Згідно із законом, власники відсудженої землі мали отримати грошову компенсацію, але у низці випадків вона була заниженою.
У травні 1934 року Товариству національного парку і владі вдалося придбати землю для «ядра» парку, і вже з 1936 року землі для парку адмініструвалися Федеральною службою національних парків.
Парк офіційно відкрили 1 липня 1941 року. За збігом обставин у той же рік було організовано Національну спелеологічну спільноту. Першим директором парку став Р. Тейлор Госкінс. Служба національних парків продовжувала поступово викуповувати території з печерами довкола парку. В сучасних розмірах національний парк постав 1961 року.